# Пам'ятки Олександрії
У місті Олександрія Кіровоградської області на обліку перебуває 106 пам'яток архітектури.

## Пам'ятки архітектури
| № пп  | Найменування пам'ятки                              | Датування                    | Місцезнаходження пам'ятки       | Охорон. номер |
| ----- | -------------------------------------------------- | ---------------------------- | ------------------------------- | ------------- |
| 1     | Будинок культури                                   | 1954 р.                      | проспект Будівельників, 31літ А | 399-Кв        |
| 2     | Палац спорту                                       | 1957 р.                      | вул. Юрія Осмоловського, 3      | 359-Кв        |
| 3     | Приватна школа Чиркіна                             | Кінець XIX ст.               | вул. Івана Чиркіна, 6           | виявлена      |
| 4     | Житловий будинок                                   | 1940 р.                      | вул. Захисників України, 41     | 221-Кв        |
| 5     | Житловий будинок                                   | Початок XX ст.               | вул. Діброви, 1                 | виявлена      |
| 6     | Житловий будинок                                   | Початок XX ст.               | вул. Діброви, 6                 | виявлена      |
| 7     | Житловий будинок                                   | Початок XX ст.               | вул. Діброви, 8                 | виявлена      |
| 8     | Житловий будинок                                   | Початок XX ст.               | вул. Діброви, 12                | виявлена      |
| 9     | Царські стайні                                     | Кінець XIX ст.               | вул. Діброви, 27                | 143-Кв        |
| 10    | Житловий будинок                                   | Початок XX ст.               | вул. Діброви, 24                | виявлена      |
| 11    | Жіноча гімназія                                    | Кінець XIX ст.               | вул. Діброви, 25                | 144-Кв        |
| 12    | Житловий будинок                                   | 1908 р.                      | вул. Діброви, 30                | 401-Кв        |
| 13    | Житловий будинок                                   | Початок XX ст.               | вул. Діброви, 32                | виявлена      |
| 14    | Житловий будинок                                   | Кінець XIX ст.               | вул. Діброви, 38                | 402-Кв        |
| 15    | Житловий будинок                                   | Початок XX ст.               | вул. Діброви, 40                | виявлена      |
| 16    | Житловий будинок                                   | Кінець XIX ст.               | вул. Діброви, 42                | 146-Кв        |
| 17    | Училище культури                                   | Початок XX ст.               | вул. Діброви, 47                | 147-Кв        |
| 18    | Винні погреби                                      | Кінець XIX ст.               | вул. Діброви, 86                | 402-Кв        |
| 19    | Чоловіча гімназія                                  | 1903 р.                      | вул. Діброви, 85                | 403-Кв        |
| XXIII | Комплекс споруд гусарського ескадрону (9 споруд):  |                              | вул. Діброви, 77/95             |               |
| 20    | Будинок охорони                                    | Кінець XIX ст.               | вул. Діброви, 77/95             | 148-Кв/1      |
| 21    | Штаб                                               | КінецьXIX ст.                | вул. Діброви, 86                | 148-Кв/2      |
| 22    | Штаб                                               | КінецьXIX ст.                | вул. Діброви, 86                | 148-Кв/3      |
| 23    | Казарма                                            | КінецьXIX ст.                | вул. Діброви, 86                | 148-Кв/4      |
| 24    | Їдальня                                            | КінецьXIX ст.                | вул. Діброви, 86                | 148-Кв/5      |
| 25    | Стайня                                             | КінецьXIX ст.                | вул. Діброви, 86                | 148-Кв/6      |
| 26    | Стайня                                             | КінецьXIX ст.                | вул. Діброви, 86                | 148-Кв/7      |
| 27    | Склад сіна                                         | КінецьXIX ст.                | вул. Діброви, 86                | 148-Кв/8      |
| 28    | Церква                                             | КінецьXIX ст.                | вул. Діброви, 86                | 148-Кв/9      |
| 29    | Житловий будинок                                   | 1940 р.                      | вул. Діброви, 87                | 220-Кв        |
| 30    | Олексіївське училище                               | 1910 р.                      | вул. Знам'янська, 1             | 424-Кв        |
| 31    | Будинок пожежного депо                             | 1897 р.                      | вул. Братська, 10               | 82-Кв         |
| 32    | Житловий будинок                                   | Кінець XIX ст.               | вул. Братська, 20               | виявлена      |
| 33    | Житловий будинок                                   | Початок XX ст.               | вул. Братська, 35               | виявлена      |
| 34    | Житловий будинок                                   | Початок XX ст.               | вул. Григорія Усика, 29         | виявлена      |
| 35    | Соборний майдан                                    | Початок XIX ст.              | площа Соборна                   | виявлена      |
| 36    | Кінотеатр «Жовтень»                                | 1962 р.                      | площа Соборна, 1                | 400-Кв        |
| 37    | Ресторан «Інгулець»                                | 1950 р.                      | площа Соборна, 2                | виявлена      |
| 38    | Соборна вулиця                                     | Початок XIX ст.              | проспект Соборний               | виявлена      |
| 39    | Будинок громадського призначення                   | Початок XX ст.               | площа Соборна, 21               | виявлена      |
| 40    | Громадський будинок                                | 1910 р.                      | проспект Соборний, 51           | 218-Кв        |
| 41    | Прибутковий будинок                                | Кінець XIX ст.               | проспект Соборний, 52           | 360-Кв        |
| 42    | Будинок банку                                      | Кінець XIX ст.               | проспект Соборний, 53/14        | 151-Кв        |
| 43    | Будинок торгівлі                                   | 1950 о.                      | проспект Соборний, 54           | виявлена      |
| 44    | Будинок медучилища                                 | Початок XX ст.               | проспект Соборний, 65           | 152-Кв        |
| 45    | Житловий будинок                                   | Початок XX ст.               | проспект Соборний, 64           | 153-Кв        |
| 46    | Житловий будинок С. Г. Пищевича                    | 1902 р.                      | вул. Першотравнева, 4           | 83-Кв         |
| XXIV  | Комплекс початкового училища (3 споруди):          |                              |                                 |               |
| 47    | Початкове училище                                  | Кінець XIX ст.               | вул. Першотравнева, 16          | 425-Кв/1      |
| 48    | Початкове училище                                  | Кінець XIX ст.               | вул. Першотравнева, 18          | 425-Кв/2      |
| 49    | Початкове училище                                  | Кінець XIX ст.               | вул. Першотравнева, 20          | 425-Кв/3      |
| 50    | Будинок притулку для сиріт                         | Кінець XIX ст.               | вул. Першотравнева, 23А         | 154-Кв        |
| 51    | Синагога «Бешмедріс»                               | Сер. XIX ст.                 | вул. Першотравнева, 31 літ. А   | 423-Кв        |
| 52    | Житловий будинок                                   | Кінець XIX ст.               | вул. Таврійська, 6              | виявлена      |
| 53    | Житловий будинок                                   | Початок XX ст.               | вул. Таврійська, 8              | виявлена      |
| 54    | Житловий будинок                                   | Кінець XIX ст.               | вул. Таврійська, 9              | виявлена      |
| 55    | Житловий будинок                                   | Початок XX ст.               | вул. Таврійська, 10             | виявлена      |
| 56    | Житловий будинок                                   | Кінець XIX ст.               | вул. Таврійська, 11             | виявлена      |
| 57    | Вулиця Центральна                                  | Початок XIX ст.              | вул. Святомиколаївська          | виявлена      |
| 58    | Житловий будинок                                   | Початок XX ст.               | вул. Святомиколаївська, 7       | 145-Кв        |
| 59    | Житловий будинок                                   | Початок XX ст.               | вул. Святомиколаївська, 10      | виявлена      |
|       | Комплекс житлових будинків: (3 споруди)            |                              |                                 |               |
| 60    | Житловий будинок                                   | Початок XX ст.               | вул. Святомиколаївська, 11      | 222-Кв/1      |
| 61    | Житловий будинок                                   | Початок XX ст.               | вул. Святомиколаївська, 13      | 222-Кв/2      |
| 62    | Житловий будинок                                   | Початок XX ст.               | вул. Святомиколаївська, 15      | 222-Кв/3      |
| 63    | Призовна дільниця                                  | Кінець XIX ст.               | вул. Святомиколаївська, 18      | 223-Кв/1      |
| 64    | Призовна дільниця                                  | Кінець XIX ст.               | вул. Святомиколаївська, 18а     | 223-Кв/2      |
| 65    | Житловий будинок                                   | 1953 р.                      | вул. Перспективна, 38           | 356-Кв        |
| 66    | Житловий будинок                                   | 1953 р.                      | вул. Перспективна, 40           | 357-Кв        |
| 67    | Житловий будинок                                   | 1953 р.                      | вул. Перспективна, 42           | 358-Кв        |
| 68    | Вулиця Бульварна                                   | Початок XIX ст.              | вул. Бульварна                  | виявлена      |
| 69    | Єврейська школа                                    | Кінець XIX ст.               | вул. Бульварна, 5               | 157-Кв        |
| 70    | Житловий будинок                                   | Початок XX ст.               | вул. Бульварна, 7               | 156-Кв        |
| 71    | Житловий будинок                                   | Початок XX ст.               | вул. Бульварна, 11              | виявлена      |
| 72    | Будинок Труховського                               | Кінець 19 — поч. XX ст.      | вул. Бульварна, 16              | виявлена      |
| 73    | Житловий будинок                                   | Кінець XIX ст.               | вул. Бульварна, 25              | 422-Кв        |
| 74    | Житловий будинок                                   | 1911 р.                      | вул. Бульварна, 28              | 84-Кв         |
| 75    | Житловий будинок                                   | Кінець XX ст.                | вул. Бульварна, 38              | виявлена      |
| 76    | Водонапірна вежа                                   | Кінець XIX ст.               | вул. Ярмаркова,15               | 155-Кв        |
| XXVI  | Комплекс споруд центральної міської лікарні        | Початок XX ст. — сер. XX ст. | вул. Ярмаркова, 15              |               |
| 77    | Головний корпус                                    | Сер. XX ст.                  | вул. Ярмаркова, 15              | виявлена      |
| 78    | Лікувальний корпус                                 | Початок XX ст.               |                                 | виявлена      |
| 79    | Лабораторний корпус                                | Початок XX ст.               |                                 | виявлена      |
| 80    | Інфекційний корпус                                 | Початок XX ст.               |                                 | виявлена      |
| 81    | Житловий будинок                                   | Початок XX ст.               | вул. Ярмаркова, 18              | виявлена      |
| 82    | Житловий будинок                                   | Початок XX ст.               | вул. Шевченка, 60               | виявлена      |
| 83    | Будинок бібліотеки                                 | Початок XX ст.               | вул. Шевченка, 66               | виявлена      |
| 84    | Земська управа                                     | 1908 р.                      | вул. Шевченка, 71               | 85-Кв         |
| 85    | Житловий будинок                                   | Початок XX ст.               | вул. Шевченка, 82               | виявлена      |
| 86    | Житловий будинок                                   | Кінець XIX ст.               | вул. Шевченка, 83               | 158-Кв        |
| 87    | Житловий будинок                                   | Кінець XIX ст.               | вул. Шевченка, 84               | 159-Кв        |
| 88    | Житловий будинок                                   | Початок XX ст.               | вул. Шевченка, 85               | виявлена      |
| 89    | Будинок Санкт-Петербурзького страхового товариства | Кінець XIX ст.               | вул. Шевченка, 86               | 160-Кв        |
| 90    | Будинок притулку для сиріт                         | Кінець XIX ст.               | вул. Шевченка, 100              | 161-Кв        |
| 91    | Житловий будинок                                   | Початок XX ст.               | вул. Шевченка, 100              | виявлена      |
| 92    | Будинок театру                                     | Сер. XIX ст.                 | вул. 6 Грудня, 2                | 150-Кв        |
| 93    | Перша міська бібліотека                            | Початок XX ст.               | вул. 6 Грудня, 4                | виявлена      |
| 94    | Житловий будинок                                   | Кінець XIX ст.               | вул. 6 Грудня, 5                | 149-Кв        |
| 95    | Житловий будинок                                   | Початок XX ст.               | вул. 6 Грудня, 6                | виявлена      |
| 96    | Міська управа                                      | Початок XX ст.               | вул. 6 Грудня, 8                | виявлена      |
| 97    | Житловий будинок                                   | Початок XX ст.               | вул. 6 Грудня, 12               | виявлена      |
| 98    | Житловий будинок                                   | Початок XX ст.               | вул. 6 Грудня, 13               | виявлена      |
| 99    | Житловий будинок                                   | Початок XX ст.               | вул. 6 Грудня, 15               | виявлена      |
| 100   | Училище культури                                   | Початок XX ст.               | вул. 6 Грудня, 17               | виявлена      |
| 101   | Перше казначейство                                 | Сер. XIX ст.                 | вул. 6 Грудня, 34               | виявлена      |
| 102   | Житловий будинок                                   | Початок XX ст.               | вул. 6 Грудня, 38               | виявлена      |
| 103   | Житловий будинок                                   | Початок XX ст.               | вул. 6 Грудня, 64               | виявлена      |
| 104   | Житловий будинок                                   | Початок XX ст.               | вул. Чижевського, 10            | виявлена      |
| 105   | Житловий будинок                                   | Початок XX ст.               | вул. Чижевського, 12/17         | виявлена      |
| 106   | Житловий будинок                                   | Початок XX ст.               | вул. Чичеріна, 8                | виявлена      |